# Bertil Schéle
Adolf Bertil Schéle, född 4 november 1917 i Göteborgs Annedals församling, död 17 december 1995 i Östra Hoby församling, Skåne, var en svensk företagsledare. Han var far till Peter Schéle.

## Biografi
Schéle var son till handlanden Gustaf Adolf Schéle och Signe, ogift Lindström. Bertil Schéle var diplomerad från Handelshögskolan i Göteborg (DHG) 1941. Han var revisorsassistent vid Karlgrens revisionsbyrå i Göteborg 1939–1941, kamrersassistent hos AB Atlas Diesel 1941–1943 och kontorschef hos AB Thulinverken 1943–1946. Han hade sedan konsultuppdrag för SCA 1946–1948, var ekonomichef hos nämnda bolag 1948–1958, där han blev finansdirektör 1959 och var vice VD 1968–1982. Han var också VD för SCA Shipping AB 1979–1982.
Han var reservofficer vid I 17 1941–1987. Han hade också olika förtroendeuppdrag, han var styrelseledamot i Sundsvalls orkesterförening från 1952, Skogsbrukets datacentrals ekonomiska förening 1969–1982 och Svenska handelsbankens regionbank i Södra Norrland 1972–1982. Han var också ledamot i flera av SCA:s dotterbolags styrelser.

### Familj
Bertil Schéle gifte sig 1944 med Anita Waenerlund (1918–1988), dotter till direktören Harald Waenerlund och Valborg, ogift Bråkenhielm. De fick sönerna Peter 1945, Staffan 1949 och Jörgen 1951. Bertil Schéle är begravd på Mariebergs kyrkogård i Göteborg.